# بيل جوستين (لاعب كرة قاعدة)
بيل جوستين (بالإنجليزية: Bill Heath)‏ هو لاعب كرة قاعدة أمريكي، ولد في 10 مارس 1939 في يوبا سيتي في الولايات المتحدة.

## وصلات خارجية
- بيل جوستين على موقعبيزبول رفرنس.كوم (الدوري الرئيسي) (الإنجليزية)
- بيل جوستين على موقعبيزبول رفرنس.كوم (الدوري الثانوي) (الإنجليزية)
- بيل جوستين على موقع جمعية أبحاث البيسبول الأمريكية (الإنجليزية)